# Eadgyth
Eadgyth, más néven Edit vagy Ædgyth (910. körül – 946. január 26.) német-római császárné.

## Származása
I. Eduárd wessexi király és második felesége, Ælfflæd hét gyermeke közül harmadikként született. Editnek hat féltestvére volt apja első és harmadik házassága révén.

## Családja
929-ben nőül ment a két évvel fiatalabb Ottóhoz, a német-római császári trón örököséhez, akinek két gyermeket szült:
- Liutgarde, aki Vörös Konrádhoz ment feleségül,
- Liudolf, Swabia hercege (született 930 körül, meghalt 957. szeptember 6-án).

A császárnak a házassága előtti időkből származott egy törvénytelen fia is, Vilmos (929 – 968), akiből később mainzi érsek lett.

## A királyné
936. július 2-án meghalt Ottó apja, I. Henrik német király, és Ottó került a trónra I. Ottó néven, feleségéből pedig királyné lett. (A hivatalos királlyá koronázási ceremóniára Aachenben került sor, 936. augusztus 7-én, míg császárrá koronázása helyszíne a római Szent Péter-bazilika lett 962. február 2-án.) 

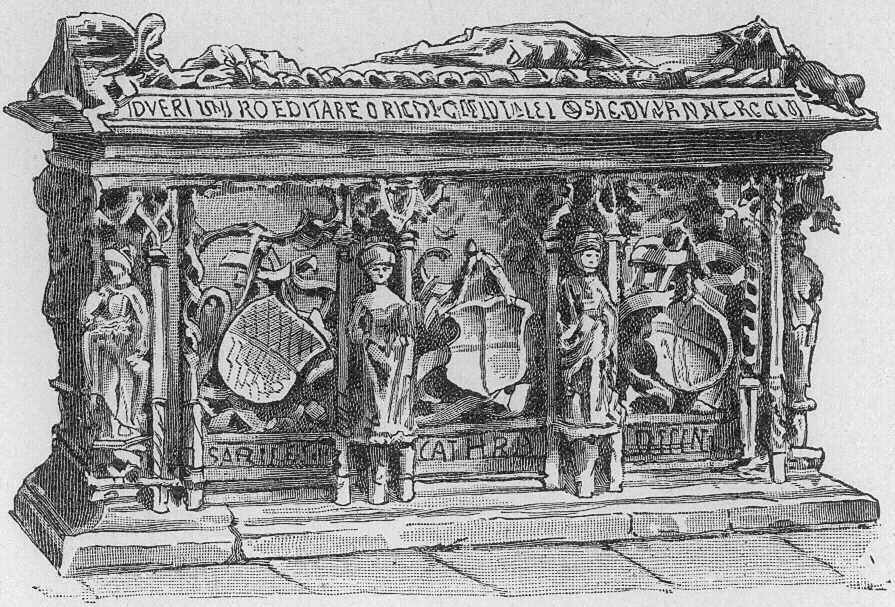
Eadgyth sírja

Az asszony 17 évnyi házasság után, 946. január 26-án, váratlanul halt meg, mindössze 35 vagy 36 éves korában. Ottó őszintén megsiratta szeretett hitvesét, ám 951-ben újranősült: Itáliai Adelhaidet vette nőül, akitől ugyancsak két gyermeke született, egy fia (Ottó) és egy lánya (Matilda, 955 decemberében).  Ottó 973. május 7-én hunyt el, Memleben városában, és a magdeburgi katedrálisban helyezték őt végső nyugalomra. Adelhaid 999. december 16-án követte néhai férjét a túlvilágra, kinek elvesztése után már soha többé nem ment férjhez.
1. ↑  Német Nemzeti Könyvtár: Integrált katalógustár (Németország) (német nyelven). Integrált katalógustár (Németország) . (Hozzáférés: 2015. október 17.)